# التنبؤ الرقمي للطقس

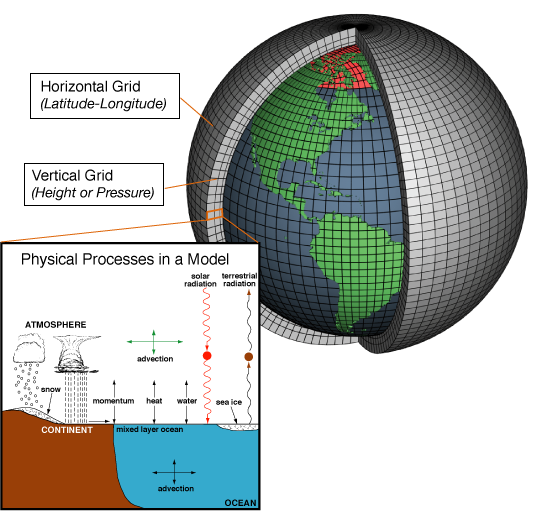

التنبؤ الرقمي للطقس (NWP) هو تطبيق للأرصاد الجوية والمعلوميات. يعتمد على اختيار المعادلات الرياضية التي تمكن من تقدير تقريبي لسلوك الغلاف الجوي اللحظي. ثم يتم حل هذه المعادلات باستخدام جهاز حاسوب للحصول على محاكاة سريعة للحالات المستقبلية للغلاف الجوي. يسمى هذا التطبيق نموذج محاكاة التنبؤ الرقمي بالطقس.
يستخدم نماذج رياضية للغلاف الجوي والبحار لتوقع الأجواء بناء على ظروف الجو الحالي. على الرغم من ان أول محاولة كانت في عقد 1920 إلا أن التنبؤ الرقمي للطقس لم يحقق نتائج فعليه الا مع بداية ظهور المحاكاة الحاسوبية في العقد 1950. يوجد نماذج محلية وعالمية مختلفة تُستخدم بدول مختلفة حول العالم والتي تراقب الطقس بالاعتماد على مسبار لاسلكي وأقمار الأرصاد الجوية و غيرها من أنظمة الرصد الجوي.
تعتمد النماذج الرياضية على نفس المعايير الفيزيائية التي ممكن أن تستخدم لإستخراج إما توقعات جوية قصيرة المدى أو طويلة المدى. تُستخدم التنبؤات الطويلة المدى لفهم ودراسة تغير المناخ. التطورات الموجودة بالنماذج المحلية أضافة تغيرات جوهرية في التنبؤ بمسار الأعاصير المدارية وبجودة الهواء. لكن النماذج المتعلقة بالغلاف الجوي تعمل بشكل ردئ عند التعامل مع الطرق التي تظهر بالمناطق ذات العلاقة كما في حرائق الغابات.

## أهم مراكز التنبؤ الرقمي للطقس
على الرغم من أن هناك نموا كبيرا في تطبيق (NWP) بوسائل متواضعة نسبيا، مراكز ال(NWP) دات التقنية المتطورة تتطلب بنية أساسية معلومياتية متقدمة. إنشاء مثل هذه المراكز عموما يكون من طرف المؤسسات الحكومية أو حتى المنظمات الحكومية العليا. أهم مراكز التنبؤ الرقمي للطقس في العالم :
- ألمانيا : خدمة الطقس الألمانية (بالألمانية: Deutscher Wetterdienst).
- كندا : مركز بحوث التنبؤ الرقمي للطقس (كندا) (بالفرنسية: Centre de recherche en prévision numérique (Canada))
- أوروبا: المركز الأوروبي للتنبؤات الجوية متوسطة المدى (بالفرنسية: Centre européen de prévision météorologique à moyen terme)
- الولايات المتحدة: المراكز الوطنية للتنبؤات البيئية (بالإنجليزية: National Centers for Environmental Prediction)
- فرنسا : الأرصاد الجوية الفرنسية (بالفرنسية: Météo-France)
- اليابان: وكالة الأرصاد الجوية اليابانية
- المملكة المتحدة: مكتب الأرصاد الجوية (بالإنجليزية: Met Office)

## وصلات خارجية
- خدمة الطقس الألمانية (بالألمانية)
- بيئة كندا (بالإنجليزية)